# Lazzarella (brano musicale)
Lazzarella è una canzone scritta da Riccardo Pazzaglia e Domenico Modugno nel 1957. Scritta in origine per l'interpretazione di Aurelio Fierro e poi successivamente cantata da Modugno stesso.

## Descrizione
Lazzarella, nell'interpretazione di Aurelio Fierro, si classifica al secondo posto nel Festival della canzone napoletana del 1957. La canzone è stata anche tradotta in francese, con titolo "Lazzarelle" da Jacques Larue, è stato un grande successo discografico di Dalida ed eseguita dall'orchestra di Tony Muréna (Variété Internationale).
Il successo del brano è anche dovuto all'uscita, nello stesso anno, dell'omonimo film di Carlo Ludovico Bragaglia, dal soggetto dello stesso Pazzaglia e interpretato, tra gli altri, dallo stesso Modugno nel ruolo di Mimì.
Negli anni successivi la canzone ebbe così successo che nacquero numerosissimi "gadget", come ad esempio un mini-calendario profumato del 1959 (formato 7x10), ispirato alla canzone ed al relativo film, che veniva dato in omaggio, dai barbieri ai propri clienti, in occasione delle feste natalizie.
Lazzarella è stata nel corso degli anni reinterpretata da numerosissimi autori, tra i quali si possono ricordare, oltre ai summenzionati Fierro e Dalida, anche Renato Carosone, Luciano Tajoli, Nino D'Angelo, Roberto Murolo, Nilla Pizzi, Eugenio Bennato, Pietra Montecorvino, Massimo Ranieri, Mario Trevi e Renzo Arbore. C'è inoltre un filmato in bianco e nero della Rai dove la canzone è interpretata da Claudio Villa.